# 苏安彤
苏安彤 KC（1952年5月31日—），加拿大政治人物，2013年-17年間擔任卑诗省律政廳長，同期以卑詩自由黨黨員身份出任卑诗省议会溫哥華菲沙景選區议员。在此之前她曾活躍於溫哥華市級政壇，2002年-05年間以無黨派協會黨員身份擔任溫哥華公園及康樂局委員，2005年-11年間則代表該黨擔任溫哥華市議員，並曾於2011年市選代表該黨競逐溫哥華市長。

## 背景
她生於卑诗省邓肯，1970年毕业于該市的瑪嘉烈女皇学校（Queen Margaret's School）。她在维多利亚大学获得数学学士学位，再于1979年從卑诗大学获得法律学士学位。她畢業後經加拿大大學海外服務處安排，到尼日利亞教授數學兩年，其後回加到卑詩省錦祿一所律師事務所實習。後來她跟丈夫到葡萄牙居住近三年，期間在當地美國國際學校教授數學，返回卑詩省後則在該省律政廳的刑事司法部任職檢察官。
蘇安彤熱衷兒童體育，並曾參與義工活動推廣溫市的社區體育項目和設施。她辭去檢察官職位以便投放更多時間參與該等活動，並於2002年獲取溫哥華公園及康樂局年度義工獎。她和丈夫奥林育有三名子女：伊丽莎白、罗伯特和安格斯。

## 從政
蘇安彤於2002年市選中代表無黨派協會參選溫哥華公園及康樂局，當選該局委員並首度出任民選公職。她於2005年市選轉戰溫哥華市議會並當選市議員，再於2008年市選連任。她任職市議員期間曾在加拿大城鎮聯會（Federation of Canadian Municipalities）中出任溫哥華市代表三年，並任該會的提升婦女參與市政委員會副主席。她亦曾於大溫都會局出任溫哥華市代表，期間出任廢物管理委員會、土地用途及交通委員會、以及卑詩大學暨大溫哥華聯席委員會成員。
她於2011年市選中代表無黨派協會競逐溫哥華市長職位，以58,152票對77,005票不敵尋求連任的偉景溫哥華候選人羅品信。
2012年10月，她宣布競逐卑詩自由黨的省議會溫哥華奎秦拿選區候選人資格，但於2013年2月舉行的提名選舉中敗於韋勤信。她於同年3月獲取該黨的溫哥華菲沙景選區候選人資格，再於同年5月舉行的省選中以470票之差擊敗卑詩新民主黨候選人姚永安，首度出任省議員。她於同年6月獲連任省長的簡蕙芝委任入閣，出任律政廳長。
她於2017年5月9日舉行的省選中尋求連任，但敗予新民主黨候選人周烱华。

## 外部連結
- （英文）卑詩省議會網站 蘇安彤議員簡介 （页面存档备份，存于）
- 苏安彤的X（前Twitter）